# جون إتش ميخائيلس
جون إتش ميخائيلس (بالإنجليزية: John H. Michaelis)‏ هو عسكري أمريكي، ولد في 20 أغسطس 1912 في Presidio of San Francisco ‏ في الولايات المتحدة، وتوفي في 31 أكتوبر 1985 في كلايتون في الولايات المتحدة بسبب شلل القلب.